# Kayoko Kotohiki
Kayoko Kotohiki (琴彈 加代子 Kotohiki Kayoko) is een fictief persoon uit de film Battle Royale. Ze werd gespeeld door actrice Takayo Mimura.

## Voor Battle Royale
Kayoko was een derdeklasser van de fictieve Shiroiwa Junior High School. Ze werd vaak als elegant beschreven, maar vond zelf eerder dat ze vol energie zat. Ze was verliefd op een 19-jarige man. Hiroki Sugimura was verliefd op haar, maar zij wist hier niets vanaf, omdat ze nooit met elkaar praatten.

## Battle Royale
Ze kreeg een Sig Sauer Pistool en zat de meeste tijd van het spel verstopt in een overdekte plek. Hiroki zocht haar de hele tijd en had een opspoor-apparaat. Op de namiddag van de tweede dag vond hij haar, maar Kayoko dacht dat hij haar wilde vermoorden en ze schoot hem dood met al haar kogels. Hij wist vlak voor zijn overlijden zijn liefde voor haar te verklaren. Ze was erg verdrietig, en zei: "Wat moet ik nu?". Mitsuko Souma stond echter achter haar en zei: "Sterven". Vervolgens schoot ze op haar. Kayoko viel dood neer op Hiroki.